# Tettiella arcuata
Tettiella arcuata är en insektsart som beskrevs av Hancock, J.L. 1909. Tettiella arcuata ingår i släktet Tettiella och familjen torngräshoppor. Inga underarter finns listade i Catalogue of Life.